# Агаджари (город)
Агаджари́ (перс. اغاجارئ‎) — город на юго-западе Ирана, в остане Хузестан. Входит в состав шахрестана Бехбехан. На 2006 год население составляло 13 152 человек.
| 1986   | 1991   | 2006   | 2012   |
| ------ | ------ | ------ | ------ |
| 64 102 | 16 337 | 13 152 | 15 153 |

К западу от города находится аэропорт.

## География
Город находится на юго-востоке Хузестана, в предгорьях западного Загроса, на высоте 195 метров над уровнем моря.
Агаджари расположен на расстоянии приблизительно 125 километров к юго-востоку от Ахваза, административного центра остана и на расстоянии 570 километров к юго-западу от Тегерана, столицы страны.